# Microrregión de Manhuaçu
La microrregión de Manhuaçu es una de las  microrregiones del estado brasileño de Minas Gerais perteneciente a la mesorregión  Zona del Bosque. Su población fue estimada en 2006 por el IBGE en 271.143 habitantes y está dividida en veinte municipios. Posee un área total de 4.855,959 km².

## Municipios
- Abre-Campo
- Alto Caparaó
- Alto Jequitibá
- Caparaó
- Caputira
- Chalé
- Durandé
- Lajinha
- Luisburgo
- Manhuaçu
- Manhumirim
- Martins Soares
- Matipó
- Pedra Bonita
- Reduto
- Santa Margarida
- Santana do Manhuaçu
- São João do Manhuaçu
- São José do Mantimento
- Simonésia

## Municipios más poblados
- Manhuaçu 78.605
- Manhumirim 20.934
- Simonésia 17.933

- Datos: Q2463376